# عدنان هادي الأسدي
عدنان هادي نور علي الأسدي (1952 - 22 نيسان 2021) سياسي عراقي من مواليد عام 1952 في الرميثة. حاصل على شهادة الدبلوم في الصيدلة من معهد الصحة العالي، وهو مستشار رئيس الوزارء للشؤون الامنية ونائب في مجلس النواب العراقي عن محافظة المثنى في دورته الثانية 2010-2011 والثالثة 2014-2018. فاز في الانتخابات التشريعية العراقية لعام 2018 بعدد اصوات بلغ 7,331 صوت.

## حياته
ولد عدنان الاسدي عام 1952 في مدينة الرميثة في محافظة المثنى جنوب العراق. حصل على شهادة الدبلوم في الصيدلة من معهد الصحة العالي عام 1974. في اوائل الثمانينات هاجر الاسدي إلى سوريا بسبب معارضته لنظام البعث الحاكم للعراق انذاك، وفي عام 1988 ذهب إلى الدنمارك. عاد إلى العراق في عام 2003. عُينَ بعد عودته إلى العراق عضواً مناوباً في مجلس الحكم العراقي. وفي فبراير 2004 شغل الاسدي منصب وكيل وزارة الداخلية للشؤون الادارية، بعدها في عام 2006 شغل منصب الوكيل الاقدم لوزارة الداخلية، وفي عام 2008 عاد الاسدي إلى منصب وكيل وزارة الداخلية للشؤون الادارية والمالية.
أصبح في يونيو 2010 نائباً في مجلس النواب العراقي بعد فوزه في الانتخابات التشريعية العراقية لكنه استقال في يوليو 2011 ليعود إلى منصب الوكيل الاقدم لوزارة الداخلية. في نوفمبر 2014 أُعفى رئيس الوزراء حيدر العبادي الاسدي من منصبه كوكيل اقدم لوزارة الداخلية وعينه مستشاراً لرئيس الوزارء للشؤون الامنية. في يناير 2015 ادى الاسدي اليمين الدستوري كنائب في مجلس النواب العراقي بعد فوزه في الانتخابات التشريعية العراقية لعام 2014 بعدد اصوات بلغت 43,081 صوت، مع بقاءه مستشاراً لرئيس الوزراء.

## مؤلفات
- المتغيرات الساسية في العراق بعد 2003/4/9 (جامعة الدفاع الوطني 2009)[11]
- سياسة العراق الخارجية تجاه المنطقة العربية 2005 - 2012 (الجامعة المستنصرية 2014)[11]

## وفاته
توفي الأسدي في بيته بالرميثة، صباحَ يوم الخميس 22 نيسان سنة 2021 ميلاديًّا، الموافق 10 رمضان 1442 هجريًّا، عن عمر ناهز التاسعة والستين مُتأثراً بمضاعفات فيروس كورونا.